# 井荻八幡遺跡
井荻八幡遺跡（いおぎはちまんいせき）は、東京都杉並区善福寺にある縄文時代（中期・後期）・古墳時代の遺跡。別名: 新町井草八幡遺跡。井草八幡宮敷地の隣地に在り、善福寺川の北側に面する。

## 遺跡の発見
1940年に、当時國學院大学の学生であった、のちの井草八幡宮 宮司 宮崎芳樹が、隣地にある青果市場 新宿青果杉並支店の建設現場にて、住居阯を発見し「杉並区新町発見縄文土器紹介」論文を発表。その論文を契機に、考古学者 大場磐雄が、発掘調査をされ、住居阯五箇所と多くの縄文中期の土器を発見する。
顔面把手付釣手形土器は、釣手土器の機能を持った勝坂式土器形式である。 国の重要文化財に指定される。瞳型の釣手土器は、長野県の動物装飾付釣手土器 （札沢遺跡）と類似点もみられる。青果市場で発掘された縄文土器は、井草八幡宮の所有とされ例祭日（九月三十日 - 十月一日）井草八幡宮 文華殿にて、無料公開される。
現在、青果市場だったところには、サミットストア 善福寺店、コジマ×ビックカメラ 善福寺店がある。現地には遺跡の紹介は特に無い。

## 交通
- JR 中央線 西荻窪駅 徒歩20分
- 西武新宿線 上石神井駅 徒歩20分
- 西武新宿線 上井草駅 徒歩20分
- 関東バス 桃井第四小学校（バス停）徒歩5分
- 関東バス 八幡宮裏（バス停）徒歩3分

## 主な遺構・遺物
- 縄文土器、打斧、石鏃、土師器

## 関連施設
- 井草八幡宮 文華殿
- サミットストア 善福寺店
- コジマ×ビックカメラ 善福寺店